# Челонер, Томас
Томас Челонер (англ. Thomas Chaloner или Thomas Challoner; 1595—1661) — английский политик, комиссар, который присутствовал на суде над Карлом I и находился в списке людей, которые подписали ему смертный приговор.

## Биография
Родился в городе Стипл-Клэйдон (англ. Steeple Claydon), графство Бакингемшир, и был сыном придворного по имени Томас Челонэр.
В январе 1649 года вместе со своим младшим братом Джеймсом Челонэром был одним из 135 комиссаров суда, который допрашивал короля Карла I. Впоследствии Томас Челонэр подписал смертный приговор королю, в то время как Джеймс отказался сделать это.
Марчмонт Нэдхэм, выпускавший журнал «Mercurius Politicus» в 1650—1660 годах, был связан с множеством влиятельных республиканских писателей своего поколения, в число которых входили Алджернон Сидни (англ. Algernon Sidney), Генри Невил (англ. Henry Nevile), Томас Челонэр, Генри Мартин (англ. Henry Marten) и Джон Мильтон.
В 1660 году, во время реставрации монархии Карлом II, Челонэр был исключен из «Акта возмещения убытков и помилования», к которому подал общее прощение, и бежал на континент, чтобы избежать суда за государственную измену.
Умер в 1661 году в Мидделбурге в Нидерландах.